# Ionel Schein
Ionel Schein (* 1927 in Bukarest, Rumänien; † 30. Dezember 2004 in Paris, Frankreich) war ein französischer Architekt, Urbanist und Autor.

## Leben
Ionel Schein studierte Architektur und Städtebau in Bukarest, Paris, Venedig und Brüssel.
1948 bis 1955 hatte Ionel Schein ein Büro mit seinem Pariser Kollegen Claude Parent zusammen. Ionel Schein wurde 1956 mit dem Entwurf Maison en plastique international bekannt. Der schneckenhausförmige Bau vereinte biomorphe Strukturen und (damals) modernste Baumaterialien, vornehmlich aus Plastik.
1965 gründete Ionel Schein zusammen mit Yona Friedman, Paul Maymont, Georges Patrix, Michel Ragon, Nicolas Schöffer und später Walter Jonas die Groupe International d’Architecture Prospective (GIAP)
Internationale Beachtung fand das 1984 durchgeführte Internationales Architektur Symposium Mensch und Raum an der TU Wien, an dem beispielsweise Bruno Zevi, Dennis Sharp, Pierre Vago, Jorge Glusberg, Otto Kapfinger, Frei Otto, Paolo Soleri, Ernst Gisel, Justus Dahinden u. a. teilnahmen.
Schein war engagiertes Mitglied des Cercle d'Ètudes Architecturales (CEA) in Paris, das sich an den Ideen von Le Corbusier und des Bauhauses anlehnte. Ionel Schein ist es zu verdanken, dass er den Philosophen Michel Foucault als Gast in das CEA einlud und somit die Heterotopie in Architektenkreisen einführte; die Foucaultschen Diskussionen wirkten bis in die Internationale Bauausstellung 1984 in Berlin.
Ionel Schein publizierte zahlreiche Veröffentlichungen in internationalen Fachzeitschriften. In der Ausstellung Archilab: New Experiments in Architecture, Art and the City, 1950-2005 im Mori-Kunstmuseum in Tokio wurden postum Werke von Ionel Schein präsentiert.